# Juscelino Frazão de Oliveira
Juscelino Frazão de Oliveira (São Luís, 10 de junho de 1980) é um carateca brasileiro conhecido por sua dedicação às artes marciais.

## Biografia
Juscelino Frazão de Oliveira demonstrou desde cedo um profundo interesse pelas artes marciais. Sua jornada como atleta e instrutor se estende por mais de 37 anos, com destaque para o caratê e outras modalidades.
Aos 17 anos, a convite de um amigo, ele retornou a São Luís, sua cidade natal, onde iniciou sua carreira como instrutor de artes marciais na Associação de Moradores do Bairro Vila Luizão.
Em 2001, ingressou na Federação de Karate do Estado, onde desempenhou papéis importantes como árbitro e técnico campeão. Seu comprometimento e habilidades levaram vários de seus alunos a conquistarem medalhas em diversas categorias, incluindo kata e kumite, em eventos de caratê, independentemente da faixa etária.

### Caratê Estilo Goju Ryu
Em 2004, Juscelino Frazão fez história ao introduzir o caratê estilo Goju Ryu no estado do Maranhão, tornando-se o primeiro professor e atleta maranhense a promover esse estilo. Sua dedicação ao aprimoramento do caratê levou-o a estabelecer contatos com entidades americanas, visando elevar o nível da prática do caratê em seu estado e no Brasil.
Em 2005, estabeleceu um importante vínculo com a Federação Mundial de Karate Goju Ryu, sediada em Miami, sob a liderança do Mestre Manny Saavedra. Juscelino tornou-se o representante oficial dessa federação para todo o Brasil, um feito notável que lhe rendeu o título de Sansei Koryu Goju-Ryu Karate Organization, o maior grau concedido a um brasileiro por essa entidade.

### Conquistas Esportivas
Além de suas contribuições como instrutor e técnico, Juscelino Frazão também se destacou como atleta. Dentre suas principais conquistas destacam-se:
- Campeão Brasileiro de Karate por Equipe (2001): Em 2001, Juscelino alcançou a proeminência ao conquistar o título de Campeão Brasileiro de Karate por Equipe, demonstrando sua habilidade excepcional e dedicação ao esporte.[1]

- 4º Colocado no Campeonato Brasileiro de Karate (2001): No mesmo ano, ele alcançou o 4.º lugar no Campeonato Brasileiro de Karate, um feito notável em um cenário altamente competitivo.[2]

- Medalha de Bronze no Torneio Maranhão, Piauí, Pará (2001): Sua determinação e habilidades foram novamente reconhecidas ao conquistar a Medalha de Bronze no Torneio Maranhão, Piauí e Pará em 2001.[3]

- Campeão Sul-Americano de Artes Marciais por Equipe (2009): Em 2009, Juscelino Frazão brilhou ao ser coroado Campeão Sul-Americano de Artes Marciais por Equipe, um feito que trouxe destaque internacional para suas realizações.[4]

- Campeão Mundial (Técnico) com a Seleção Brasileira de Artes Marciais: Sua influência nas artes marciais se estendeu para além das competições, onde se destacou como técnico da Seleção Brasileira de Artes Marciais, alcançando o título de Campeão Mundial.[5]

- Campeão Mundial em Lutas e Kata no Mundial de Artes Marciais ISKA (2015): Juscelino também deixou sua marca no cenário mundial ao conquistar os títulos de Campeão Mundial em Lutas e Kata no Mundial de Artes Marciais ISKA em 2015.[6]

- Medalha de Bronze no Mundial WKC em Orlando, FL (2017) (Técnico): Continuando sua trajetória de sucesso, Juscelino conquistou a Medalha de Bronze como técnico no Mundial WKC em Orlando, FL, em 2017.[7]

- Vice-Campeão Internacional WKU em Daytona Beach, FL (2018): Sua excelência nas artes marciais foi mais uma vez evidenciada ao se tornar Vice-Campeão Internacional WKU em Daytona Beach, FL, em 2018.[8]

- Participação no US OPEN ISKA (2014 e 2015): Juscelino Frazão competiu em edições do prestigiado US OPEN ISKA em Orlando, Florida, em 2014 e 2015, elevando ainda mais seu status no cenário internacional das artes marciais.[9]
- Titulo Mestrado Honoris Causa em Artes Marciais, emitido pela FACEI -Faculdade Einstein- Salvador ,Bahia, 2016. outorgado pelo Dr. José Maciel Torres,PHD.

### Internacionalização do Esporte
Em 2014, Juscelino desempenhou um papel fundamental na internacionalização do esporte no Brasil, ao trazer o maior evento da North American Grappling Association (NAGA) para território brasileiro. Isso estreitou os laços esportivos entre Brasil e Estados Unidos.

### Reconhecimento e Prêmios
A contribuição de Juscelino Frazão para as artes marciais foi reconhecida internacionalmente. Em 2015, foi indicado pelo CTIB e Jornal Brazilian Times como Personalidade do Ano na comunidade brasileira nos Estados Unidos, em virtude de seu destaque internacional como instrutor e atleta nas artes marciais. Esse prêmio é um dos maiores concedidos a brasileiros que realizam trabalhos no exterior, tanto nas artes como no esporte.[carece de fontes?]
No ano seguinte, em 2016, Juscelino Frazão foi homenageado e premiado pela Revista Master, a maior revista de artes marciais do Brasil. Além disso, a Assembleia Legislativa do Estado de São Paulo (Alesp), na pessoa do então Deputado Federal Roberto Alves de Lucena, concedeu-lhe um certificado de honra ao mérito em reconhecimento a sua significativa contribuição para as artes marciais.
Juscelino Frazão também teve sua trajetória registrada no Livro dos Grandes Mestres das Artes Marciais do Brasil, na sua 8.ª edição. No campo da literatura marcial, ele escreveu o livro Karate: Um Breve Relato.

### Contribuições Literárias como escritor e autor
Recentemente Yamaguchi Falcão foi capa da Revista Tradição Marcial, com um grande matéria, feita por Juscelino Frazão, autor e editor chefe, a matéria conta sobre a sua trajetória e sobre suas grandes conquistas no boxe brasileiro e internacional. A Revista Tradição Marcial hoje tem leitores no  Brasil e vários países do mundo.